# Clarksville (Nouvelle-Zélande)
Pour les articles homonymes, voir Clarksville.
Clarksville (aussi connu sous le nom de Clarksville Junction) est un petit centre-ville dans la région d’Otago dans le sud de l’Île du Sud de la Nouvelle-Zélande.

## Situation
La localité est située à trois kilomètres au sud-ouest de la ville de Milton.

## Accès
La State Highway 1 et la route State Highway 8 (en) se rencontrent au niveau de la ville de Clarksville.
La ville a aussi, autrefois, été la localisation de la jonction du chemin de fer, où la branche de Roxburg (en) quittait la ligne principale du sud de l'île du Sud (en). La construction de cet embranchement commençant en 1870, Clarksville en assura la jonction jusqu’en 1907, quand une extension de l’embranchement fut construite le long de la Main South Line jusqu’à l’intérieur de Milton pour améliorer le fonctionnement. Ceci conduisit au fait que la ville de Milton soit la jonction jusqu’en 1960, quand l’extension fut retirée et que Clarksville retrouva son statut comme jonction, et que finalement l’embranchement soit entièrement fermé en 1968.

## Toponymie
La ville fut initialement nommée Clarkesville, le premier "e" étant officiellement retiré en 1896. Elle fut dénommée d’après l’un des premiers colons : Henry Clark.